# ديفيد كيلي (متسابق يخت)
ديفيد كيلي (بالإنجليزية: David Kelly)‏ هو متسابق يخت باهاماسي، ولد في 25 مارس 1932 في ناساو في باهاماس، وتوفي في 11 مارس 2009 في نيويورك في الولايات المتحدة.

## وصلات خارجية
- دايفيد كيلي على موقع أوليمبيديا (الإنجليزية)